# مقبرة الغزالي
مقبرة الغزالي من المقابر القديمة الواقعة في جانب الرصافة من بغداد، وهي بالقرب من محلة باب الشيخ من جهة الخارج، وتقع الآن على الشارع العام المعروف بشارع الشيخ عمر، قرب المقبرة الوردية.
ومقبرة الغزالي تضم قبة فيها مرقد يعرف بمرقد الغزالي، وجاء ذكر الغزالي المذكور في هذه المقبرة في وقفية سلاحدار حسين باشا عام 1186 هـ/1772م، ولم يعرف من هو صاحب هذا القبر، وشرق هذه المقبرة عدة مراقد متصلة بمقام الشيخ عبد القادر الجيلاني، باتصال سور بغداد تخص آل الخضيري وآل الدركزنلي وآل الشيخلي وآل الجوربة جي وآل الباجه جي وآل الأورفلي.

## أعلام
- يونس بحري
- إبراهيم الواعظ